# Museo Nacional de Groenlandia

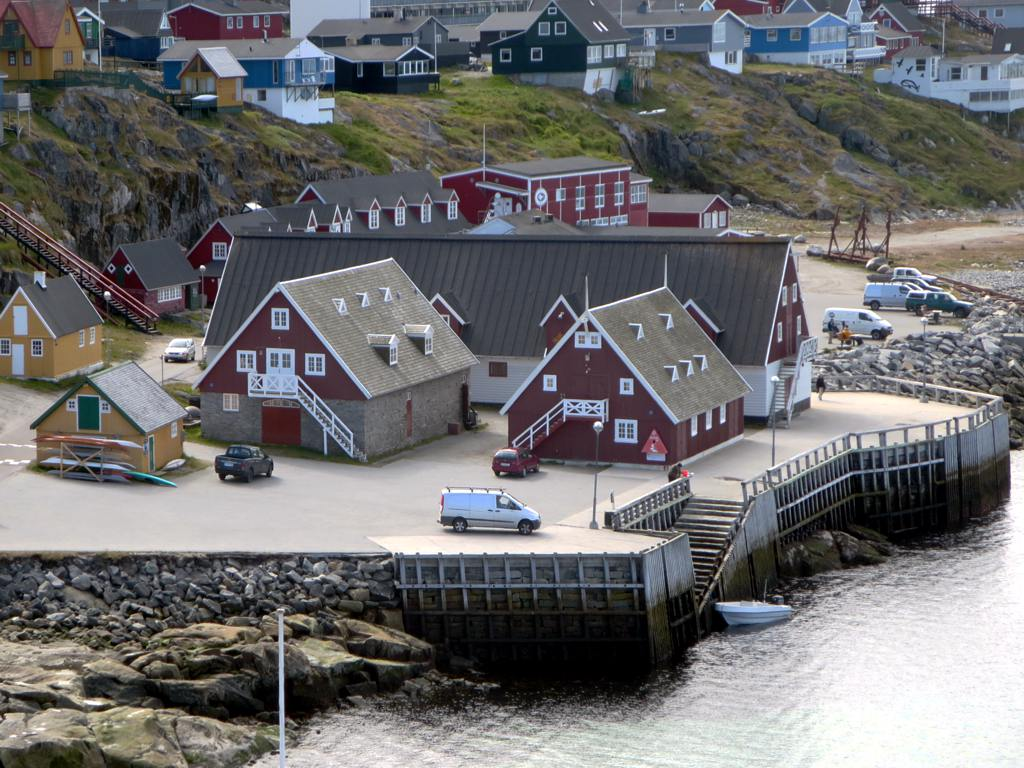
Museo Nacional de Groenlandia ubicado en Nuuk. Fotografía de 2017.

El Museo Nacional de Groenlandia (en groenlandés: Nunatta katersugaasivia allagaateqarfialu), está localizado en Nuuk, la capital de Groenlandia. Es uno de los primeros museos establecidos en Groenlandia, inaugurado a mediados de los sesenta. El museo está asociado con el Museo Nacional de Dinamarca, el cual ha permitido expandir las colecciones. 
El museo tiene muchos artefactos relacionados con la arqueología, la historia, el arte, y artesanía, además tiene información sobre ruinas, tumbas, construcciones, etc.